# Копайгора, Александр Евгеньевич
Копайгора Александр Евгеньевич (род. 21 июля 1947 года, Одесса, Украинская ССР, СССР) — украинский театральный деятель, Заслуженный работник культуры Украины (2006), директор Одесского академического русского драматического театра, соавтор идеи, основатель и сопредседатель Международного театрального фестиваля «Встречи в Одессе», театральный продюсер.

## Биография

### Детство. Школьные годы
Александр Копайгора родился и вырос в Одессе, в центре известного городского района Молдаванка, на улице Степовой. С 1 по 8 класс учился во 2-й Железнодорожной школе (впоследствии переименованной в 18-ю среднюю школу) на улице Прохоровской. В 1963 году был переведен, как и все ученики старших классов Молдаванки в 103-ю школу 2-й ступени, где учился с 9 по 11 классы и получил аттестат о среднем образовании. Объединение всех старшеклассников района в одной школе — это был эксперимент советской образовательной системы, не получивший развития: в дальнейшем одесские школы вернулись к традиционной форме работы.

### Молодость. Учёба в институте. КВН
В 1967 году Александр Копайгора поступил на вечернее отделение Одесского кредитно-экономического института (в дальнейшем переименованного в Одесский институт народного хозяйства, а затем в Одесский национальный экономический университет) на факультет бухгалтерского учёта, специальность «экономист».
В институте был принят в команду КВН «Одесские бухгалтеры», в которой стал одним из самых активных участников. Команда вышла на всесоюзный уровень, и в 1972 году «Одесские бухгалтеры» стали чемпионами СССР – последними победителями перед долгим (с 1972 по 1985 годы) перерывом в проведении всесоюзных первенств по КВН.
Параллельно с учёбой в институте, Александр Копайгора работал на Одесской городской телефонной станции (монтёр), заводе тяжелого весостроения имени Старостина (слесарь-сборщик), Всесоюзном проектном институте Оргэнергострой (чертёжник, техник-экономист). На последнем из указанных предприятий активно работал по линии комсомола, был избран секретарём комитета комсомола. Был организатором, создателем и автором программ лучшего в городе коллектива художественной самодеятельности, который был постоянным участником районных и общегородских праздников. В 1974 году был избран секретарём комитета комсомола Одесского технического училища № 2. В 1975 году был переведен в Одесский областной комитет комсомола на должность инструктора в сектор культуры.

### Театральная деятельность в период СССР и не только

#### Одесский академический театр оперы и балета
В 1977 году 29-летний Александр Копайгора был приглашён на должность заместителя директора Одесского академического театра оперы и балета, стал самым молодым одесским руководителем, занявшим должность такого ранга, членом высококвалифицированной руководящей команды. Директором театра в тот период был заслуженный деятель искусств Украины Валентин Семёнов, главным режиссёром — Станислав Гаудасинский (впоследствии — главный режиссёр Михайловского театра в Санкт-Петербурге, Народный артист России, неоднократный лауреат Государственных премий РФ), главным дирижёром — Народный артист РСФСР Борис Афанасьев, главные балетмейстеры — Виктор Смирнов-Голованов (в дальнейшем — заслуженный деятель искусств УССР) и заслуженная артистка РСФСР Наталья Рыженко.
Этот театр научил Александра Копайгору на практике решать насущные организационные вопросы, стал подлинной школой театрального руководства, подарил бесценный опыт сотрудничества с выдающимися деятелями советской культуры того времени — композиторами Андреем Петровым и Александрой Пахмутовой, поэтом Николаем Добронравовым, художниками Ильёй Глазуновым и Георгием Юнгвальдом-Хилькевичем, танцором и балетмейстером Марисом Лиепой и многими другими. Особым событием стало проведение юбилейного концерта легендарного одесского пианиста, Народного артиста СССР Эмиля Гилельса — 50 лет творческой деятельности.

#### Одесский украинский музыкально-драматический театр им. Октябрьской революции
В 1981 году Александр Копайгора был переведен на должность директора Одесского украинского музыкально-драматического театра имени Октябрьской революции (ныне — Одесский академический украинский музыкально-драматический театр имени Василя Василько), где руководил коллективом в сотрудничестве с главным режиссёром, Народным артистом УССР Брониславом Мешкисом и музыкальным руководителем театра Борисом Зильберглейтом. В этот период театр осуществил масштабные постановки ряда произведений украинской классики — «Запорожец за Дунаем» С. Гулака-Артемовского, «Наталка-Полтавка» И. Котляревского, «Сорочинская ярмарка» Н. Гоголя, постановки современной драматургии — пьесы Алексея Дударева «Вечер», «Порог» и др. В 1988 году театром впервые в Советском Союзе была осуществлена постановка пьесы Александра Галича «Матросская тишина» в переводе на украинский язык В. Киселёва. В 1989 году, к 130-летию со дня рождения Шолом-Алейхема Одесский украинский театр, после длительного перерыва, первым в СССР поставил спектакль «Тевье-молочник» (инсценировка Г. Плоткина). Это был прорыв еврейской темы на театральных сценах в СССР.

#### Работа в Одесском областном отделе профсоюзов
В 1989 году Александру Копайгоре было предложено возглавить Отдел культуры и воспитательной работы Областного совета профсоюзов. Приоритетным направлением работы отдела была работа в пионерских лагерях с детьми со всех областей Украины, и особенно с детьми из районов, пострадавших от аварии на Чернобыльской АЭС. На этом посту Александр Копайгора уделил особое внимание реформированию кадрового состава руководителей одесских учреждений культуры, отдавая приоритет молодёжи при выдвижении на руководящие должности.

#### Бизнес
В 1991 году Александр Копайгора ушёл с государственной службы и занялся формированием собственной бизнес-структуры, открыв в Одессе ряд предприятий малого бизнеса.

#### Сотрудничество с Одесской мэрией
В 2000 году Александр Копайгора был приглашён на должность советника 1-го заместителя Городского головы Одессы.

#### Одесский академический русский драматический театр
В декабре 2002 года Александр Копайгора был приглашён на должность директора Одесского русского драматического театра им. А. Иванова, испытывавшего в этот момент времени ряд проблем: ещё не была полностью закончена продолжавшаяся более двух лет капитальная реконструкция здания театра, устаревший репертуар, отсутствие в труппе молодёжи (в 2002 году средний возраст актёров труппы составлял 50 лет), отсутствие художественного руководителя. Александр Копайгора приступил к поэтапному решению данных проблем. В течение двух месяцев реконструкция здания была завершена полностью. В 2003 году труппу театра пополнила большая молодёжная команда выпускников Днепропетровского театрального колледжа и ряд молодых актёров — выпускников Харьковского университета искусств им И. Котляревского, Киевского национального университета театра, кино и телевидения им. И. Карпенко-Карого, школы-студии при Симферопольском драматическом театре. В начале 2004 года был решён вопрос с художественным руководством театра: была создана режиссёрская коллегия в составе трёх режиссёров школы РУТИ (ГИТИС) — Алексея Гирбы, Сергея Голомазова, Алексея Литвина. Один за другим в репертуаре театра стали появляться спектакли, вызвавшие большой общественный резонанс в одесской культурной среде. Значительно выросла зрительская посещаемость театра — показатели заполняемости зала стали составлять 80-100 процентов. Среди спектаклей, ставших наиболее удачными: постановки классики — «Вишнёвый сад» и «Дядя Ваня» А. Чехова в постановке Народного артиста России Леонида Хейфеца и Алексея Литвина, «Красное и чёрное» Стендаля в постанове Алексея Гирбы, «Вий» Н. Гоголя в постановке заслуженного деятеля искусств России Георгия Ковтуна, «Гамлет» В. Шекспира в постановке А. Литвина, «Женитьба» Н. Гоголя в постановке А. Гирбы, «Человек, который смеётся» В.Гюго в постановке А. Литвина. Из постановок современной украинской драматургии — «Лист ожидания» А. Марданя и «Сумерки богов» Р. Феденёва (постановки заслуженного деятеля культуры Польши Евгения Лавренчука), «Последний герой» А. Марданя в постановке С. Голомазова, «Эдит Пиаф. Жизнь в кредит» Ю. Рыбчинского в постановке А. Антонюка, «Очень простая история» М. Ладо в постановке Г. Ковтуна, «Князь полнолуния» Е. Савранской в постановке М. Чумаченко. Из постановок зарубежной драматургии — "Из жизни «Большого Яблока» В. Аллена (режиссёр М. Чумаченко), «Смешанные чувства» Р. Баэра (режиссёр А. Гирба), «Сквош в четыре руки» Т. Стоппарда (режиссёр А. Литвин), «Одесса у океана» В. Шендеровича (режиссёр М. Чумаченко) и многие другие спектакли.
В период с 2005 по 2015 год театр принял участие в 27 Международных театральных фестивалях и конкурсах в городах разных стран: Украины (Одесса, Херсон, Николаев), России (Москва, Санкт-Петербург, Орёл, Белгород, Брянск, Оренбург, Саранск, Чехов), Казахстана (Алматы), Польши (Варшава), Израиля (Ришон, Беер Шева, Ашдод, Маалот), Германии (Берлин, Франкфурт-на-Майне, Дюссельдорф, Мюнхен). В фестивальной географии театра особое место занимает Международный театральный фестиваль «Мелиховская весна» в городе Чехов — театр четырежды был его участником, представленные театром постановки по произведениям А. П. Чехова оценивали ведущие мировые критики.
В 2008 году театр был награждён Почётной грамотой Кабинета Министров Украины. 
В декабре 2009 года решением коллегии Министерства Культуры Украины театру был присвоен статус «Академический».
По инициативе и в результате проделанной А. Копайгорой длительной работы, в 2011 году из названия театра было убрано имя советского политического деятеля Андрея Иванова.

#### Международный театральный фестиваль «Встречи в Одессе»
Александр Копайгора является соавтором идеи, одним из создателей и сопредседателем (совместно с драматургом Александрам Марданем) Международного театрального фестиваля «Встречи в Одессе». Данный фестиваль основан в 2006 году и проводится ежегодно в начале сентября. «Встречи в Одессе» — один из самых крупных театральных форумов Украины. В рамках фестиваля ежегодно проходят научно-практические конференции, посвящённые актуальным вопросам и проблемам театров Украины, на которые съезжаются директора и художественные руководители театров из многих украинских городов. Формат фестиваля «Встречи в Одессе» предусматривает показ как спектаклей большой формы, так и камерных постановок, в программу включаются спектакли на разных языках. За 9 лет существования фестиваля свои спектакли на нём показало 73 театральных коллектива. В фестивале принимали участие театры с Украины, из России, Молдовы, Грузии, Армении, Латвии, Литвы, Эстонии, Болгарии, Германии, Австрии, Израиля.

#### Международный фестиваль культуры и искусств «Встречи друзей»
Александр Копайгора является автором идеи, создателем и председателем Международного фестиваля культуры и искусств «Встречи друзей». Фестиваль проходил уже трижды — в 2011, 2012 и 2013 годах, в нём принимали участие ведущие творческие коллективы и деятели культуры и искусства с Украины, из Грузии, Армении, Азербайджана, России, Таджикистана и других стран.

## Награды и премии
- 2004 — Знак «Подяка» (Благодарность) Одесского городского головы
- 2005 — Знак Почёта Одесского городского головы
- 2006 — Заслуженный работник культуры Украины (20 января 2006 года) — за весомый личный вклад в социально-экономическое, научное и культурное развитие Одесской области, значительные достижения в профессиональной деятельности, многолетний добросовестный труд и по случаю Дня Соборности Украины[1]
- 2007 — Знак Одесского городского головы «За заслуги перед городом»
- 2007 — Знак отличия Министра культуры и туризма Украины
- 2007 — Орден Дружбы (25 сентября 2007 года, Россия) — за большой вклад в развитие российско-украинских культурных связей[2]
- 2007 — Золотой Знак СТД РФ и Серебряная медаль «130 лет ВТО»
- 2008 — Почётный знак главы Одесской областной государственной администрации и наградные часы
- 2008 — Медаль Украинской Православной церкви «1020 лет Крещения Руси»
- 2009 — Знак Отличия Одесского областного совета
- 2009 — Орден Рождества Христова І степени
- 2009 — Большая Золотая Медаль и диплом продюсерского конкурса «Дягилевские сезоны: Пермь-Петербург-Париж»
- 2011 — Юбилейная медаль «20 лет независимости Украины» (19 августа 2011 года) — за значительный личный вклад в социально-экономическое, научно-техническое и культурно-образовательное развитие Украинского государства, весомые трудовые достижения и многолетний добросовестный труд[3]
- 2012 — Знак Одесского Городского головы «Трудовая слава»
- 2012 — Орден преподобных Антония и Феодосия Печерских ІІ степени